# مسجد يسرلو
مسجد يسرلو (بالفارسية: مسجد یسرلو) هو مسجد تاريخي يعود إلى عصر القاجاريون، ويقع في مقاطعة همدان.